# Tula (Sardenya)
Tula (en sard, Tula) és un municipi italià, dins de la província de Sàsser. L'any 2007 tenia 1.665 habitants. Es troba a la regió de Montacuto. Limita amb els municipis d'Erula, Oschiri (OT), Ozieri i Tempio Pausania (OT).

## Administració
| Període | Identitat    | Partit        |
| ------- | ------------ | ------------- |
| 2006-   | Andrea Becca | Llista cívica |